# Giro della Provincia di Milano
Il Giro della provincia di Milano è stata una corsa a cronometro maschile di ciclismo su strada e in pista disputata in Italia tra il 1917 e il 1943.

## Storia
Dal 1917 al 1932 la corsa, riservata squadre di due corridori, prevedeva una cronocoppie su strada ed una prova in pista. Negli anni 1921, 1922, 1924, 1925 e 1939 vennero organizzate due diverse edizioni.

## Albo d'oro
Fonte.
| Anno | Vincitori                              | Secondi                                | Terzi                                |
| ---- | -------------------------------------- | -------------------------------------- | ------------------------------------ |
| 1917 | Gaetano Belloni Alfredo Sivocci        | Costante Girardengo Angelo Gremo       | Oscar Egg Luigi Lucotti              |
| 1919 | Costante Girardengo Angelo Gremo       | Francis Pélissier Henri Pélissier      | Gaetano Belloni Alfredo Sivocci      |
| 1920 | Gaetano Belloni Giuseppe Azzini        | Luigi Annoni Costante Girardengo       | Alfredo Sivocci Leopoldo Torricelli  |
| 1921 | Costante Girardengo Giuseppe Azzini    | Giovanni Brunero Alfredo Sivocci       | Angelo Gremo Gaetano Belloni         |
| 1921 | Angelo Gremo Gaetano Belloni           | Francis Pélissier Henri Pélissier      | Giovanni Brunero Alfredo Sivocci     |
| 1922 | Gaetano Belloni Costante Girardengo    | Pietro Linari Alfredo Sivocci          | Giovanni Trentarossi Adriano Zanaga  |
| 1922 | Gaetano Belloni Giovanni Brunero       | Giuseppe Azzini Bartolomeo Aimo        | Angelo Gremo Costante Girardengo     |
| 1923 | Costante Girardengo Giovanni Brunero   | Émile Masson Sr. Félix Sellier         | Henri Suter Max Suter                |
| 1924 | Giovanni Brunero Bartolomeo Aimo       | Émile Masson Sr. Félix Sellier         | Henri Suter Max Suter                |
| 1924 | Costante Girardengo Ottavio Bottecchia | Pietro Linari Gaetano Belloni          | Nicolas Frantz Romain Bellenger      |
| 1925 | Achille Souchard Romain Bellenger      | Bartolomeo Aimo Camillo Arduino        | Adelin Benoît Hector Martin          |
| 1925 | Costante Girardengo Ottavio Bottecchia | Alfonso Piccin Adriano Zanaga          | Henri Suter Kastor Notter            |
| 1926 | Giovanni Brunero Alfredo Binda         | Pietro Linari Domenico Piemontesi      | Armand Blanchonnet Marcel Bidot      |
| 1932 | Alfredo Binda Raffaele Di Paco         | Costante Girardengo Learco Guerra      | Alfredo Bovet Michele Mara           |
| 1934 | Learco Guerra Domenico Piemontesi      | Fabio Battesini Alfredo Binda          | Francesco Camusso Giovanni Cazzulani |
| 1935 | Learco Guerra Fabio Battesini          | Aldo Bini Vasco Bergamaschi            | Gino Bartali Giuseppe Martano        |
| 1936 | Gino Bartali Learco Guerra             | Domenico Piemontesi Giovanni Cazzulani | Alfredo Binda Giuseppe Olmo          |
| 1937 | Maurice Archambaud Aldo Bini           | Gino Bartali Pierino Favalli           | Fabio Battesini Learco Guerra        |
| 1938 | Gino Bartali Pierino Favalli           | Giovanni Cazzulani Secondo Magni       | Carmine Saponetti Mario Ricci        |
| 1939 | Giovanni Valetti Cino Cinelli          | Gino Bartali Pierino Favalli           | Fausto Coppi Severino Rigoni         |
| 1939 | Gino Bartali Pierino Favalli           | Cino Cinelli Giovanni Valetti          | Severino Rigoni Fausto Coppi         |
| 1940 | Gino Bartali Pierino Favalli           | Fiorenzo Magni Vito Ortelli            | Osvaldo Bailo Primo Zuccotti         |
| 1941 | Fausto Coppi Mario Ricci               | Adolfo Leoni Fiorenzo Magni            | Pierino Favalli Mario De Benedetti   |
| 1942 | Gino Bartali Pierino Favalli           | Fausto Coppi Mario De Benedetti        | Fiorenzo Magni Glauco Servadei       |
| 1943 | Fiorenzo Magni Glauco Servadei         | Gino Bartali Pierino Favalli           | Mario De Benedetti Giovanni Valetti  |